# Freihof Buckesfeld

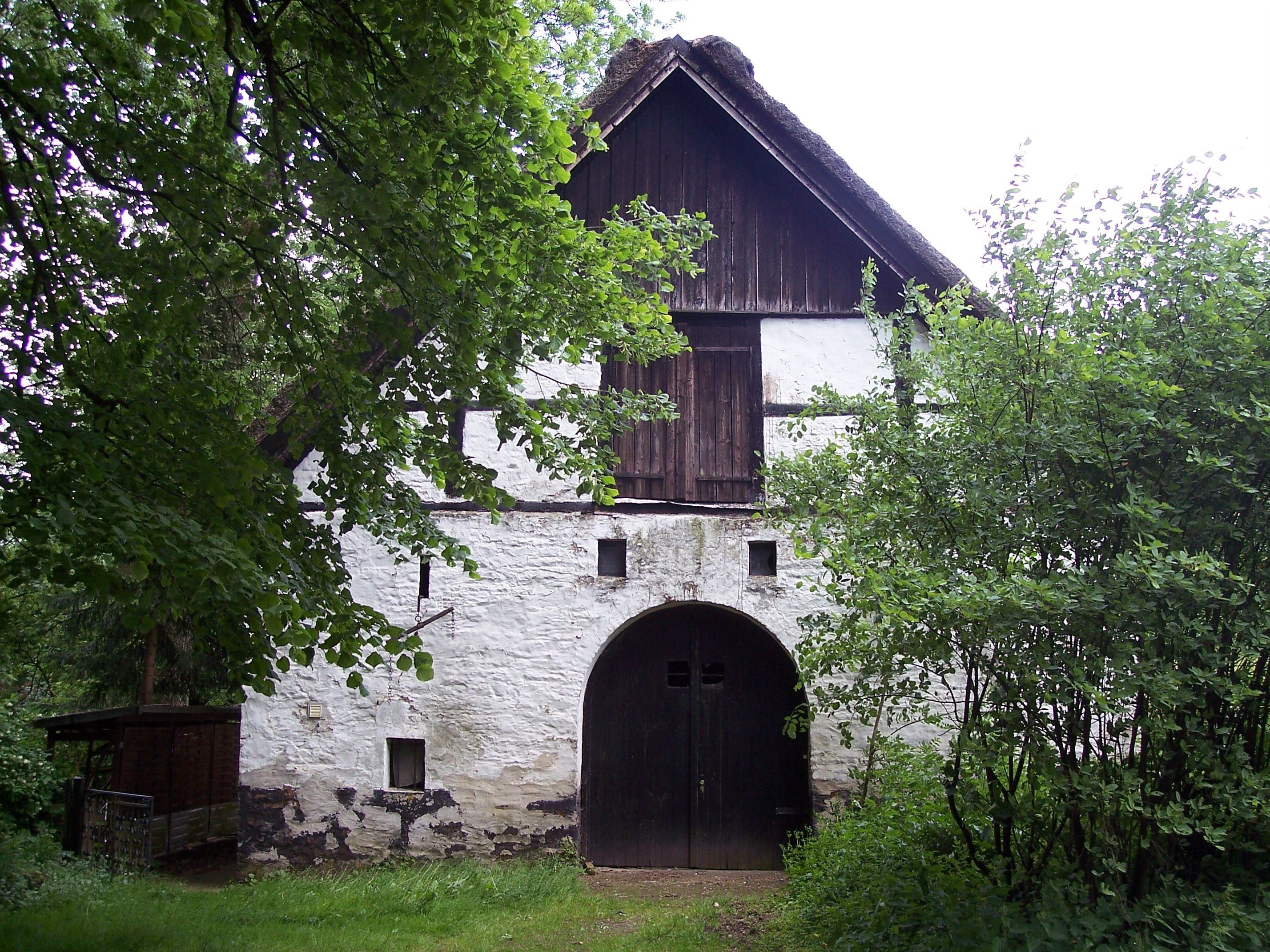
Kotten des ehemaligen Freihofes Buckesfeld im Jahr 2009, vor den Umbauten

Das Gut Freihof Buckesfeld wurde erstmals urkundlich 1554 als Buxfeld erwähnt. Jedoch soll es viel älter sein. 1907 verkaufte die Witwe von Johann Diedrich Rahmede das Gut an die Stadt Lüdenscheid. Mitte der 1960er Jahre wurde der Großteil des Freihofs abgerissen, mit Ausnahme des nun unter Denkmalschutz stehenden Kotten, und die Richard-Schirrmann-Realschule wurde auf dem Gelände des ehemaligen Freihofs gebaut. Der Kotten des ehemaligen Freihofs sowie des umliegenden Gelände wurden 2010 bis 2012 kernsaniert und umgestaltet. Dabei wurden unter anderem alte Bäume gefällt und die historischen Reetdächer durch Dachziegel ersetzt. Auch kam es zum Einbrechen größerer neuer Fensteröffnungen, zum Einsatz von Kunststofffenstern und zu einer Verglasung des alten Tennentores. Das ursprüngliche Erscheinungsbild ging dadurch trotz bestehenden Denkmalschutzes verloren. Dies führte in der Bevölkerung teilweise zu Protesten. Laut den neuen Eigentümern sei das alte Dach nicht mehr wirtschaftlich gewesen.